# NWE T 1 bis 3
Bei den T 1 bis 3 handelt es sich um vierachsige dieselelektrische Verbrennungstriebwagen der ehemaligen Nordhausen-Wernigeroder Eisenbahn-Gesellschaft. Die als Schlepptriebwagen konzipierten Fahrzeuge aus den 1930er Jahren waren dafür gedacht, den Eisenbahnbetrieb in verkehrsschwachen Zeiten rationeller zu gestalten.

## Geschichte
Der erste Triebwagen wurde 1935 bei MAN mit 23 Sitzplätzen gebaut, einen passenden Beiwagen baute die eigene Werkstatt. Jede Achse wurden durch einen eigenen Elektromotor über einen Tatzlagerantrieb angetrieben. Die ersten Erfahrungen waren positiv, allerdings war die Leistung noch nicht ausreichend. So erhielten die 1939 von der Waggonfabrik Wismar gebauten und 1940 gelieferten Folgefahrzeuge stärkere MAN-Motoren. Außerdem wurden sie als reine Schlepptriebwagen ohne Personenabteil nur noch mit Gepäckabteil ausgeführt. Sie waren in der Lage auch vier Reisezugwagen über die Steigungen zu ziehen. Die Triebwagen hatten an den Stirnwänden Türen und eine Übergangseinrichtung. Beim T 1 war die Stirnwand gerade, bei den anderen beiden Wagen war sie ab dem Fensterbereich leicht geneigt. 1943 wurden sie wegen Treibstoffmangels abgestellt, und wurden 1945 im Zuge der Kriegshandlungen beschädigt.

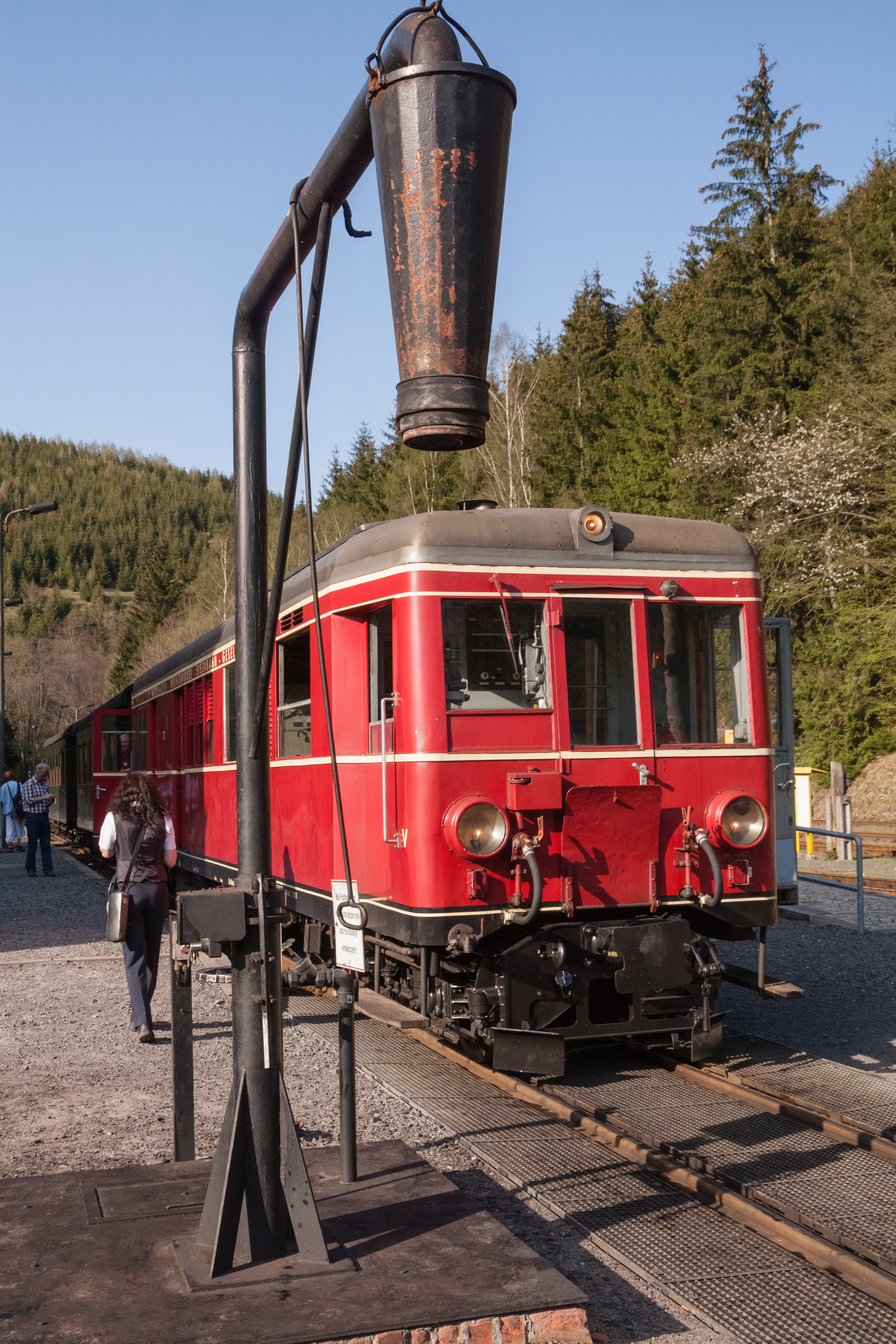
T 3 in Eisfelder Talmühle

Der T 3 wurde als erster instand gesetzt und wurde im März 1949 zum 50-jährigen Jubiläum der NWE eingesetzt. Bei der Übernahme durch die Deutsche Reichsbahn am 1. April 1949 bekamen sie die Nummern VT 137 561, 565 und 566. Auch die anderen Triebwagen wurden instand gesetzt, wegen Ersatzteilmangel war aber meist nur ein Triebwagen in Betrieb.
Der VT 137 561 wurde 1961 an die Spreewaldbahn abgegeben, wo er allerdings nur zwei Jahre im Einsatz war, bevor er aus Mangel an Ersatzteilen ebenso wie der VT 137 565 abgestellt wurde. In Wittenberge wurden die beiden Triebwagen 1968 und 1969 verschrottet und lediglich der heute noch vorhandene ehemalige T 3 erhielt 1972 von der Deutschen Reichsbahn versehentlich die falsche Computernummer 185 025, die erst 1978 in 187 025 geändert wurde. Bei der Änderung ging man pragmatisch vor und änderte nur zwei Ziffern, die der Baureihe und die Kontrollziffer – denn eigentlich gab es neben dem T 1 der GHE (187 001) und diesem Triebwagen keine weiteren Fahrzeuge. Er wurde vor allem für Rangierfahrten in Wernigerode eingesetzt, ab 1968 war er als Dienstfahrzeug für die Bahnmeisterei tätig. Die meiste Zeit war er allerdings abgestellt, für den Kompressor der Druckluftanlage zum Starten gab es keine Ersatzteile. Bei der DR erhielten die Fensterbänder einen Anstrich in elfenbein, während der Rest des Wagenkasten über und unter den Fenstern rot blieb.
Ab 1983 wurde der Triebwagen als „historisches Fahrzeug“ geführt.
Seit 1993 ist er im Besitz der Harzer Schmalspurbahnen und wurde 1999 nach über zwanzigjähriger Abstellzeit wieder betriebsfähig aufgearbeitet. Dabei erhielt er einen neuen Dieselmotor von Cummins, wie er auch in den Neubautriebwagen verwendet worden war. 2003 wurden auch die Elektromotoren überholt. Der Triebwagen ist entgegen den anderen vorhandenen Triebwagen der HSB einfarbig weinrot lackiert und kommt ausschließlich im Sonderverkehr zum Einsatz. Nur im Jahr 2007 kam er wegen der Revisionen der Neubautriebwagen HSB 187 016 bis 019 auch in den Plandienst.
Das Fahrzeug ist seit 2012 nach Fristablauf abgestellt.